# クリスタルソフト
クリスタルソフト株式会社 (XTAL SOFT) は、かつて存在した日本のゲーム会社。

## 概要
日本のパソコン市場黎明期に、『LIZARD』、『夢幻の心臓』シリーズ、『ファンタジアン』シリーズ、『クリムゾン』シリーズなどを開発・販売していた。特にRPGを得意分野としていた。
ゲームクリエイターの富一成（とみ かずなり）、本多直人（ほんだ なおと）らが在職していた。
1990年10月1日付けでT&E SOFTに吸収合併され、T&E SOFT大阪開発部となった。

## 販売していたゲーム
- コスモクロス Cosmo Cross (1982年 PC-8801)
- 高速機動部隊 (1982年 SLG MZ-2000、PC-8801)
- 忍者屋敷 (1983年 アドベンチャー PC-8001、FM-7、MZ-2000)
- 名探偵登場 (1983年 アドベンチャー FM-7、PC-8801)
- アースバウンド EARTH BOUND (1983年 アドベンチャー PC-6001、MZ-1500、FM-7)
- 聖なる剣 (1983年5月 アドベンチャー PC-6001、FM-7、MZ-700)
- グランドクロス Grand Cross (1984年 アドベンチャー PC-8801、FM-7、MZ-2000)
- ソフトハウス殺人事件 (1984年 アドベンチャー PC-8801、MZ-2000)
- 白伝説 (1984年10月 アドベンチャー PC-8801)
- リザード Lizard (1984年 RPG PC-6001、PC-88、PC-98、X1、FM-7、MSX)
- 夢幻の心臓 (1984年 RPG PC-8801、PC-9801、MZ-2500、S1)
- 夢幻の心臓II (1985年 RPG PC-8801、PC-9801、X1、FM-7、MZ-2500)
- ファンタジアン Fantasian (1985年 RPG)
- アスピック ASPIC (1986年9月 RPG PC-6001mkII、FM77AV、X1、FDS)
- 宇宙戦艦ヤマトタケル (1986年 SLG PC-8801、FM-7)
- バビロン BABYLON (1986年 アクションRPG PC-8801)
- クリムゾン CRIMSON (1987年 RPG PC-8801、X1、MSX2)
- ジハード Jehard (1987年 RPG)
- バトルゴリラ BATTLE GORILLA (1988年4月 SLG PC-8801mkIISR)
- Mr.プロ野球 (1987年 SLG PC-8801mkIISR、X1)
- ボルフェスと５人の悪魔 (1987年 アクションRPG MSX)
- カリーンの剣 (1987年10月2日 アクションRPG FDS ※DOGより発売)
- アドヴァンスド・ファンタジアン ADVANCED Fantasian (1988年12月 RPG PC-8801mkIISR、X1)
- クリムゾンII CRIMSON 2 (1989年3月 RPG PC-8801、PC-9801、MSX2、MSX)
- クリムゾンIII 邪神復活 CRIMSON 3 (1990年5月 RPG PC-8801mkIISR、MSX2)
- 夢幻の心臓III (1990年 RPG PC-8801)
- ソード・ワールドPC SWORD WORLD PC (1992年11月 RPG PC9801 ※T&E SOFTより発売)
- Mr.プロ野球 Perfect (1992年 SLG PC-9801)